# Fredrik Johan Wiik

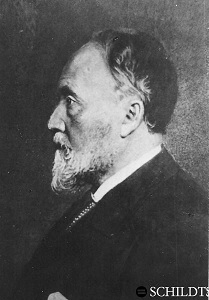
Fredrik Johan Wiik, vor 1910

Fredrik Johan Wiik (* 16. Dezember 1839 in Helsinki; † 15. Juni 1909 ebenda) war ein finnischer Geologe und Mineraloge.

## Leben und Werk
Wiik war der Sohn des Architekten Jean Wiik und seiner Frau Gustava Fredrika Meyer, die aus einer deutschen Familie stammte, die nach Finnland eingewandert war. Seine Schwester Maria Wiik wurde eine bekannte Künstlerin in Finnland.
Wiik studierte in Helsinki und an der Bergakademie Freiberg (1865/66). Er wurde 1865 promoviert und wurde 1867 außerordentlicher Professor und ab 1877 erster ordentlicher Professor für Geologie und Mineralogie an der Universität Helsinki (die Professur selbst war schon 1852 eingerichtet worden).
Er war der erste finnische Geologe, der das petrographische Mikroskop verwendete, und wandte es in der Untersuchung der Petrologie des finnischen kristallinen Grundgebirges an. Er war einer der Gründer der geologischen Gesellschaft Finnlands und deren erster Präsident. Er entwickelte eine eigene atomare Theorie der Kristallstrukturen.
In seinen letzten Lebensjahren veröffentlichte er eine stark spekulative triadisch-monistische Weltanschauung, die anti-aktualistische Ansichten vertrat. Er starb, mit dem Hammer in der Hand, allein auf einer geologischen Exkursion.
Er war Ehrenmitglied der Mineralogical Society of Great Britain and Ireland und Mitglied der finnischen Akademie der Wissenschaften.
Zu seinen Schülern zählt Jakob Johannes Sederholm.

## Mineralbenennung
Nach Fredrik Johan Wiik wurden mehrere „Minerale“ mit jedoch unsicherer Zusammensetzung als Wiikit bezeichnet wie unter anderem ein auch als Pyrochlorwiikit bezeichnetes und eines mit der möglichen Zusammensetzung FeTiSiO5. Paul Ramdohr und Hugo Strunz empfahlen in dem Zusammenhang, den Namen auf ein Gemenge („Samarskitwiikit“) aus hauptsächlich xCa3U(NbO5H)3 (= α-Wiikit) und yY4(NbO5H)3 (= β-Wiikit) zu beschränken. 1977 wurden  Pyrochlorwiikit bzw. Pyrochlor-Wiikit, Silikat-Wiikit und Wiikit sowie α- und β-Wiikit vom IMA-Unterausschuss für Nomenklatur der Pyrochlor-Gruppe offiziell diskreditiert. Seitdem gilt Wiikit je nach Quelle als Gemenge aus Pyrochlor und Euxenit oder als Name für unzureichend definierte Gemenge und Umwandlungsprodukte von Mineralen mit hohem Nb-, Ta-, Ti-, Si- und Y-Gehalt, die mit Allanit and Monazit vergesellschaftet sind.

## Schriften
- Bidrag till Helsingforstraktens mineralogi och geognosi, Helsinki 1865 (Beitrag zur Mineralogie und Geologie der Umgebung von Helsinki, Dissertation, schwedisch, chemische Untersuchung der Mineralien der Umgebung Helsinkis)
- Öfversikt af Finlands geologiska förhållanden 1876 (Übersicht über die Geologie Finnlands, schwedisch)
- Mineral-Karakteristik, en handledning vid bestämmandet af Mineralier och Bergarter Helsinki 1881